# 케이엘티
케이엘티는 반도체와 LCD 검사장치 등을 제조하는 코스닥 상장 기업으로, (주)세안아이티와 (주)솔트론이 2005년 5월에 합병한 회사이다. TFT LCD제조 라인의 후공정인 Cell공정에 속하는 TFT LCD 패널 검사장치로 Probe Station, Probe Unit과 반도체 검사 장치인 프로브 카드를 생산하여 LCD 소자업체들에게 공급한다.
매출구성은 PROBE STATION 82%, PROBE UNIT 외 18%로 이루어지며, 주 납품처는 삼성디스플레이, 엘지디스플레이, 비오이하이디스 등이다.
실적은 매우 나쁜 편으로, 매년 큰 폭의 적자를 보고 있다. 2012년~2014년에만 400억이 넘는 순손실을 기록했다.

## 같이 보기
- 동전주
- 동전주 테마
- 테마주